# Клуб Ікс
Клуб Ікс (англ. X-Club) — обмежена серія коміксів, що складається з 5 випусків, яку у 2011-2012 роках видавала американське видавництво коміксів Marvel Comics.

## Синопсис
Дія відбувається після подій серії коміксів «Люди Ікс: Розкол». Вчені члени команди розробляють космічний ліфт, але щось йде не так. Тепер Немезіді, Медісону Джеффрісу й Кавіте Рао треба все виправити.

### Випуски
| № | Дата виходу        | Оцінка на Comic Book Roundup | Передбачуваний обсяг продажів (перший місяць) |
| - | ------------------ | ---------------------------- | --------------------------------------------- |
| 1 | 7 грудня 2011      | 6,1/10                       | 17552, позиція в Північній Америці — 121      |
| 2 | 4 січня 2012       | 8,2/10                       | 14219, позиція в Північній Америці — 129      |
| 3 | 1 лютого 2012 року | 8,5/10                       | 12911, позиція в Північній Америці — 148      |
| 4 | 7 березня 2012     | 8/10                         | 11979, позиція в Північній Америці — 149      |
| 5 | 4 квітня 2012      | 9/10                         | 11551, позиція в Північній Америці — 154      |

### Збірки
| Назва         | Тип              | дата виходу    | Зібраний матеріал | Кількість сторінок | ISBN                       | Передбачуваний обсяг продажів (перший місяць) |
| ------------- | ---------------- | -------------- | ----------------- | ------------------ | -------------------------- | --------------------------------------------- |
| X-Men: X-Club | М'яка обкладинка | 20 червня 2012 | X-Club #1-5       | 120                | 978-0785164432; 078516443X | 1715, позиція в Північній Америці — 51        |

## Відгуки
На сайті Comic Book Roundup серія має оцінку 8 із 10 на основі 16 рецензій. Поет Масе з IGN дав першому випуску 4,5 бала з 10 і додав, що «Пол Девідсон адекватно справляється зі своїми художніми обов'язками, але не заслуговує на похвалу». Келлі Томпсон із Comic Book Resources писав, що в дебютному випуску «мало що спонукає до продовження читання [серії]». Аарон Дюран із Newsarama поставив першому випуску 7 балів з 10 й зазначив, що йому «подобається погляд Спюр'є на окремих членів команди». Метт Демерс із Comic Vine вручив дебюту 2 зірки з 5 і підкреслив, що «персонажі та конфлікт не дуже добре прописані».